# Théorie de l'optimalité
En linguistique, la théorie de l'optimalité (OT) est un modèle linguistique qui postule que l'ordonnancement de contraintes universelles est responsable de la réalisation des formes d'une langue, que ce soit phonologiquement ou autrement. Cette théorie se distingue d'autres théories phonologiques parce qu'elle utilise des contraintes au lieu de recourir à des règles. Selon cette théorie, la grammaire est un système qui transforme un input donné en output optimal pour la langue. Typiquement, on considère les inputs donnés comme des représentations mentales dont les outputs sont les réalisations.
La théorie de l'optimalité provient d'une conférence d'Alan Prince et Paul Smolensky en 1991 à laquelle a fait suite un article en 1993.

## Théorie
La théorie de l'optimalité est à trois éléments. On les écrit en abréviation.
1. GEN génère la liste des outputs possibles, appelés "candidats".
2. CON fournit les contraintes. Chaque langue a un ordonnancement strict de ces contraintes. Cet ordonnancement est propre à la langue et nécessaire pour pouvoir choisir entre les candidats.
3. EVAL utilise l'ordonnancement des contraintes pour choisir le candidat optimal, l'output.

La théorie de l'optimalité suppose que ces éléments sont universels. Les grammaires de langues se distinguent par leur ordonnancement différent des contraintes universelles (CON). Une étape de l'acquisition de la langue peut donc être considérée comme le réordonnancement de ces contraintes.
Les linguistes Alan Prince et Paul Smolensky ont proposé la théorie en 1991. Prince et John J. McCarthy l'ont développée plus tard. Bien que l'interêt pour cette théorie appartienne surtout au domaine de phonologie, où elle a été mise en œuvre à l'origine, la théorie s'applique aussi dans autres sous-domaines de linguistique (par exemple, la syntaxe et la sémantique).
La théorie de l'optimalité est semblables à d'autres théories génératives en ce qu'elle s'appuie sur les principes universels, la typologie linguistique et l'acquisition du langage.
La théorie d'optimalité a aussi ses racines dans la recherche de réseaux de neurones artificiels. Elle s'est partiellement produite comme une alternative à la grammaire harmonique, une théorie connexionniste développée en 1990 par Géraldine Legendre, Yoshiro Miyata et Paul Smolensky. Plus récemment, on poursuit des variations de la théorie d'optimalité avec contraintes pondérées de façon similaire à celle du connexionnisme.

## GEN
La richesse fondamentale est la supposition qu'il n'y a pas de restriction sur l'input à cause de la langue. Chaque grammaire peut s'occuper de tous les inputs possibles. Par exemple, il faut qu’une langue qui ne permet pas de cluster (de séquence de consonnes) gère un input comme /psi.kɔ.lɔ.ʒi/ (psychologie). De telles langues diffèrent les unes des autres par leur façon de résoudre ce problème. Il se peut qu'une grammaire intercale une voyelle par épenthèse ([pə.si.kɔ.lɔ.ʒi]) et qu'une autre grammaire élimine une consonne problématique ([pi.kɔ.lɔ.ʒi] ou [si.kɔ.lɔ.ʒi]). Avec un input donné, GEN génère une gamme d'outputs infinie ; c'est l'ordonnancement des contraintes qui choisit le candidat optimal.

## CON
Selon la théorie de l'optimalité, les contraintes qui sont utilisées pour classer les inputs sont universelles. Les contraintes font partie d'un des deux groupes  : les contraintes qui concernent la fidélité et celles qui concernent la marque. Les deux sont essentielles pour l'équilibre des pouvoirs dans la théorie. Les contraintes de marque motivent les outputs à devenir moins marqués et les contraintes de fidélité empêchent les inputs de se changer complètement en un output non-marqué.
L'universalité de CON suggère que le nombre des contraintes determine le nombre des langues humaines. La théorie de l'optimalité prédit que c'est impossible que le nombre de langues soit plus grand que la factorielle du nombre de contraintes, d'où vient le terme typologie factorielle. Cependant, il se peut que certains ordonnancements soient indiscernables parce qu'on ne garantit pas que chaque contrainte ait un effet perceptible dans chaque langue. On dit que deux ordonnancements qui ne sont pas discernables l'un de l'autre appartiennent à la même grammaire. Si on permet les égalités, le nombre de grammaires possibles est bien plus grande.

## EVAL
Pour une contrainte donnée, s'il y a deux candidats, le meilleur est celui qui la respecte au mieux. Pour l'ordonnancement entier, un candidat est meilleur que l'autre s'il respecte mieux que l'autre candidat la contrainte la plus élevée hiérarchiquement. Un candidat est optimal s'il est meilleur que tous les autres candidats. Par exemple, si on considère les contraintes C1, C2 et C3, où C1 est classée plus haut que C2, qui est classée plus haut que C3 (C1 >> C2 >> C3), le candidat A est meilleur que le candidat B s'il transgresse moins la contrainte classée le plus haut qui les distingue. Si A et B transgressent C1 également, mais si A transgresse C2 moins que B, A est optimal. C'est le cas même si A transgresse C3 100 fois de plus que B. On utilise souvent un tableau pour illustrer ces comparaisons. L'icône d'un index pointé vers la droite signifie le candidat optimal. Quand il y a une transgression, une marque (souvent un astérisque) est ajoutée dans la cellule qui correspond au candidat et à la contrainte transgressée. Un candidat peut transgresser une contrainte plus d'une fois. La cellule peut donc recevoir plus d'une marque. Quand un candidat transgresse une contrainte classée le plus haut qui le distingue des autres candidats, il reçoit un point d'exclamation pour signifier que le candidat n'est pas optimal.
| /input/         | contrainte 1 | contrainte 2 | contrainte 3 |
| --------------- | ------------ | ------------ | ------------ |
| a. ☞ candidat A | *            | *            | ***          |
| b. ☞ candidat B | *            | **!          |              |